# 이와시미즈하치만구역
이와시미즈야와타시역(일본어: 石清水八幡宮駅)은 일본 교토부 야와타시에 위치한 게이한 전기철도의 역이다. 역 번호는 KH26이다.

## 개요
이와시미즈 하치만 궁으로 향하는 오토코야마 케이블과의 환승역으로 역전에 버스 터미널이 설치되어 있지만, 야와타 시내 버스 노선의 상당수가 오사카부 히라카타시 북부에 있는 구즈하 역을 거점으로 하고 있는 것 뿐만 아니라 야와타 시 인구의 중심인 오토코야마 단지가 해당역 근처에 있기 때문에 본 역의 승하차 인원은 구즈하 역의 약 6분의 1정도에 머물고 있다.
본 역은 급행 정차역이지만, 2003년 9월과 2008년 10월의 다이아 개정으로 연달아 줄어들었고 현재는 게이한에서 일련의 급행은 이른 아침과 심야에만 운행되고 주말에는 아침에 요도 행이, 저녁에 요도 행 첫차가 몇 편성 운행됨. 또한, 설날 다이아에서는 본 역 근처의 이와시미즈 하치만 궁, 후시미이나리 역이 근처의 후시미 이나리 신사 등에 대한 참배객을 승하차시키면서 급행 열차는 12분에 한 대씩 종일 운전되고 있다.

## 이용 가능 철도 노선
- 게이한 전기철도
  - 게이한 본선
  - 강삭선(오토코야마 케이블)

## 역 구조
게이한 본선과 강삭선의 역사는 독립되어 있어 환승 시에는 한번 개찰구에서 태그해야 한다.

### 게이한 본선
상대식 승강장 2면 2선의 지평역이다.
2009년 9월 11일까지는 하행선에도 대피 설비를 가진 섬식 승강장 2면 4선의 지평역이었지만 다음 날인 12일의 다이아 개정으로 요도 역의 하행선이 고가화되고 대피선이 부설되면서 본 역의 하행 대피선(4번 선)은 사용이 중단되었다. 이후, 선로가 철거되어 승강장의 4번 선에 가설 울타리가 설치되어 단선 승강장이 되었다. 오목형으로 굽어 있는 오사카 행 3번 승강장 밑에는 전락 검지 장판이나 LED의 발밑등이 설치된다. 이후, 4번 선의 선로 후지의 동쪽에 수세식 화장실, 다목적 화장실과 휠체어 대응 엘리베이터가 조성되어 있고 서쪽으로는 유료 주차장이 조성되었다.
역사(개찰구)는 하행선의 남측 동쪽에 있고, 하행선 서쪽에는 하쓰모데・제사에서의 이와시미즈 하치만 궁에 대한 참배객용 임시 버스(출구 전용)도 있다. 단, 그 곳에서 임시 개찰구를 사용하고 PiTaPa, ICOCA에서 이용할 경우 간이형 전용 개찰기를 사용하게 된다. 역사와 승강장은 지하도에서 연결된다.
1976년 9월 12일 개정 이후에는 기본적으로 하룻 동안 본 역에서 추월은 이루어지지 않는다. 대피선인 1번 선은 주말 아침의 요도 행 급행만 사용했었으나 2013년 3월 개정으로 그것도 사라지고 1번 선에 발착하는 정기 열차는 존재하지 않게 되었다. 2016년 12월 본 역 상행 대피선(1번 선)은 사용 중단되었다. (선로는 철거 후 승강장에는 울타리가 마련됨) 그 영향으로 간판 교체 등이 있었지만 16일 현재 1번 선을 지워버린 것으로 승강장 번호의 단축은 행해지지 않았다.

#### 승강장
| 번호 | 노선          | 방향 | 행선                                               |
| ---- | ------------- | ---- | -------------------------------------------------- |
| 2    | ■ 게이한 본선 | 상행 | 주쇼지마・산조・데마치야나기 방면                  |
| 3    | ■ 게이한 본선 | 하행 | 히라카타시・교바시・요도야바시・나카노시마 선 방면 |

- 2번 선이 상행선 3번 선이 하행선이다. 모든 승강장도 8량 편성 정차 가능하다. 선형 관계상, 승강장이 굽어 있다.
- 발차 멜로디가 도입되어 있다.

### 고사쿠 선
두단식 승강장 2면 1선을 가진 역이다. 승강장은 각각 승하차용으로 되어 있지만, 통상으로는 승차용 1면 1선 외에 사용되지 않는다. 정월 3일간 등의 혼잡 시는 본선 역 개찰 부근부터, 고사쿠 선 역 부근까지 장사진을 이루며, 하차용 승강장도 사용되는 경우가 있다. 또한, 고사쿠 선의 당역 부근에는 승차 대기 손님을 위해 넓은 공간이 있지만, 그 때에는 고사쿠 선 객차와 같이 나누는 가설 임시 개찰구를 설치해서 대응한다. 역사와 병설하여, 화장실도 있다.

## 이용 현황
| 연도   | 특정일 | 특정일    | 1일평균 승차인원 |
| 연도   | 조사일 | 하차 인원 | 1일평균 승차인원 |
| ------ | ------ | --------- | ---------------- |
| 1990년 | 11/6   | 16,606    |                  |
| 1992년 | 11/10  | 17,422    |                  |
| 1995년 | 11/21  | 16,182    |                  |
| 1998년 | 11/10  | 14,848    |                  |
| 2000년 | 11/7   | 14,338    |                  |
| 2002년 | 12/10  | 13,268    |                  |
| 2003년 | 10/28  | 12,379    |                  |
| 2004년 | 11/9   | 12,072    |                  |
| 2005년 | 11/8   | 12,174    |                  |
| 2006년 | 11/8   | 11,030    | 5,756            |
| 2007년 | 11/7   | 11,475    | 5,694            |
| 2008년 | 11/11  | 10,752    | 5,622            |
| 2009년 | 11/10  | 10,045    | 5,162            |
| 2010년 | 11/9   | 9,884     | 5,090            |
| 2011년 | 11/1   | 9,668     | 4,934            |
| 2012년 | 10/31  | 9,251     | 4,923            |
| 2013년 | 11/12  | 9,280     |                  |
| 2014년 | 11/11  | 9,433     |                  |
| 2015년 | 11/10  | 9,272     |                  |

## 역 주변
- 게이지 바이패스
- 국도 제478호선

## 사진

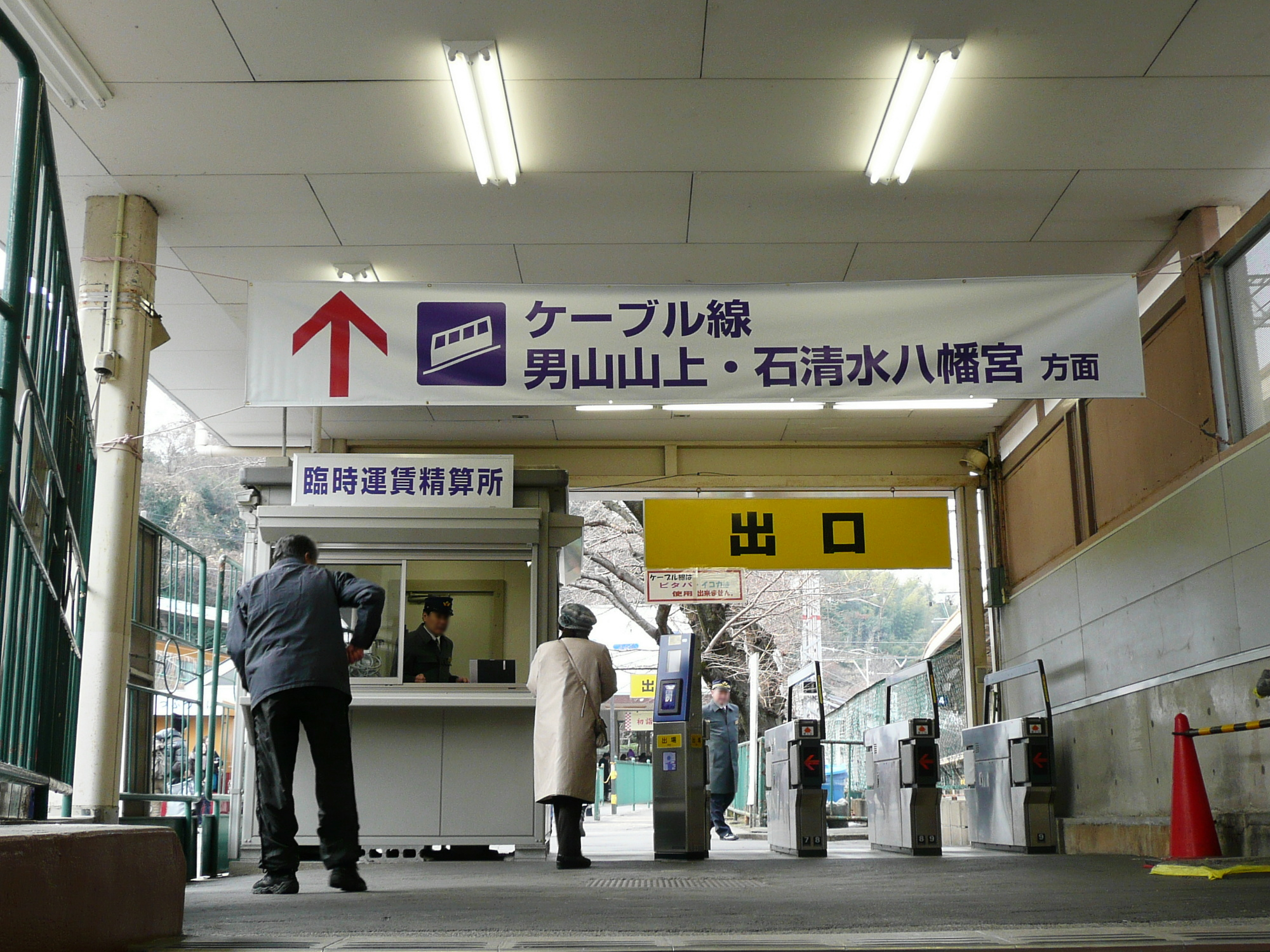
임시 개찰구
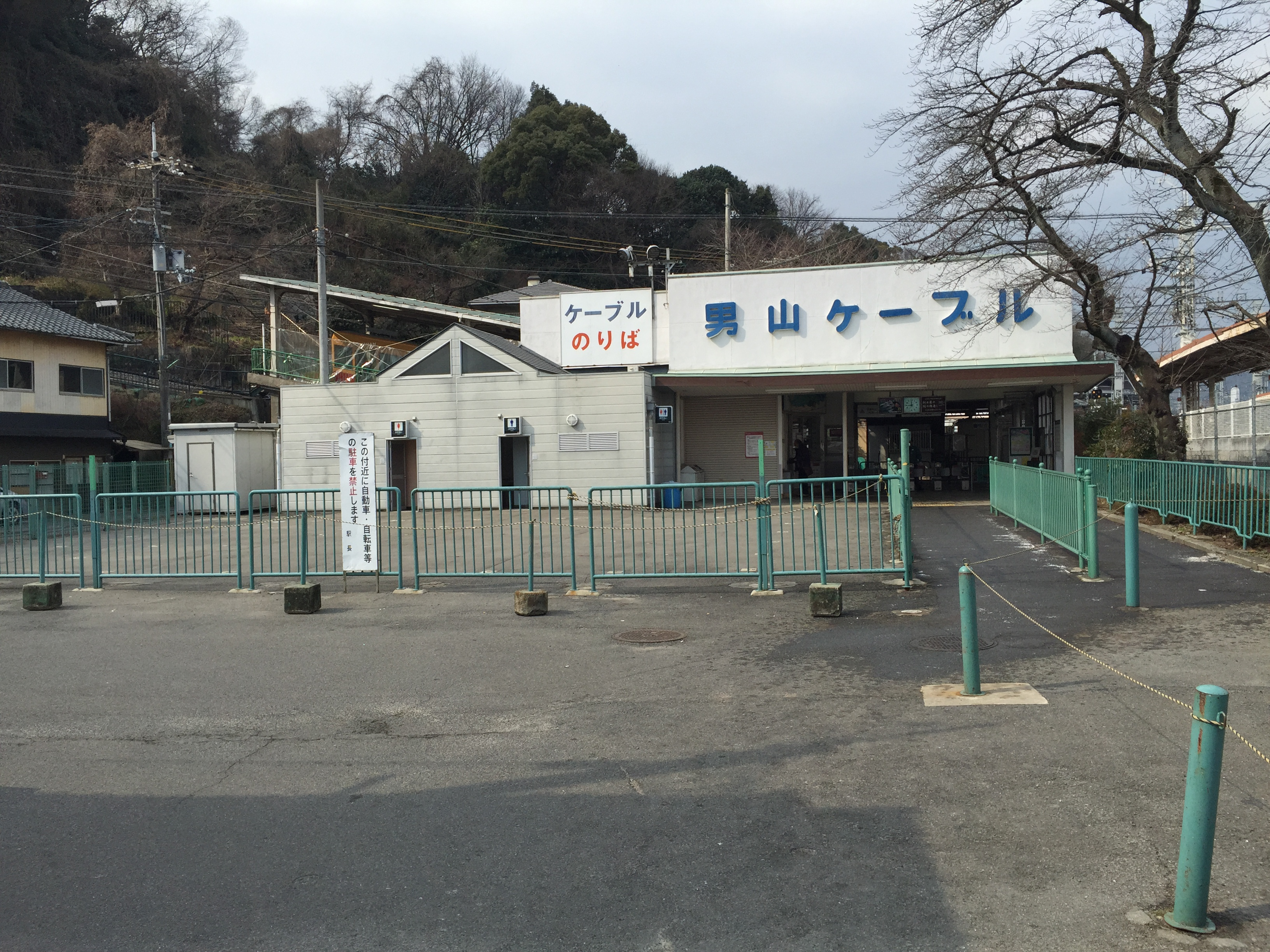
강삭선 역사
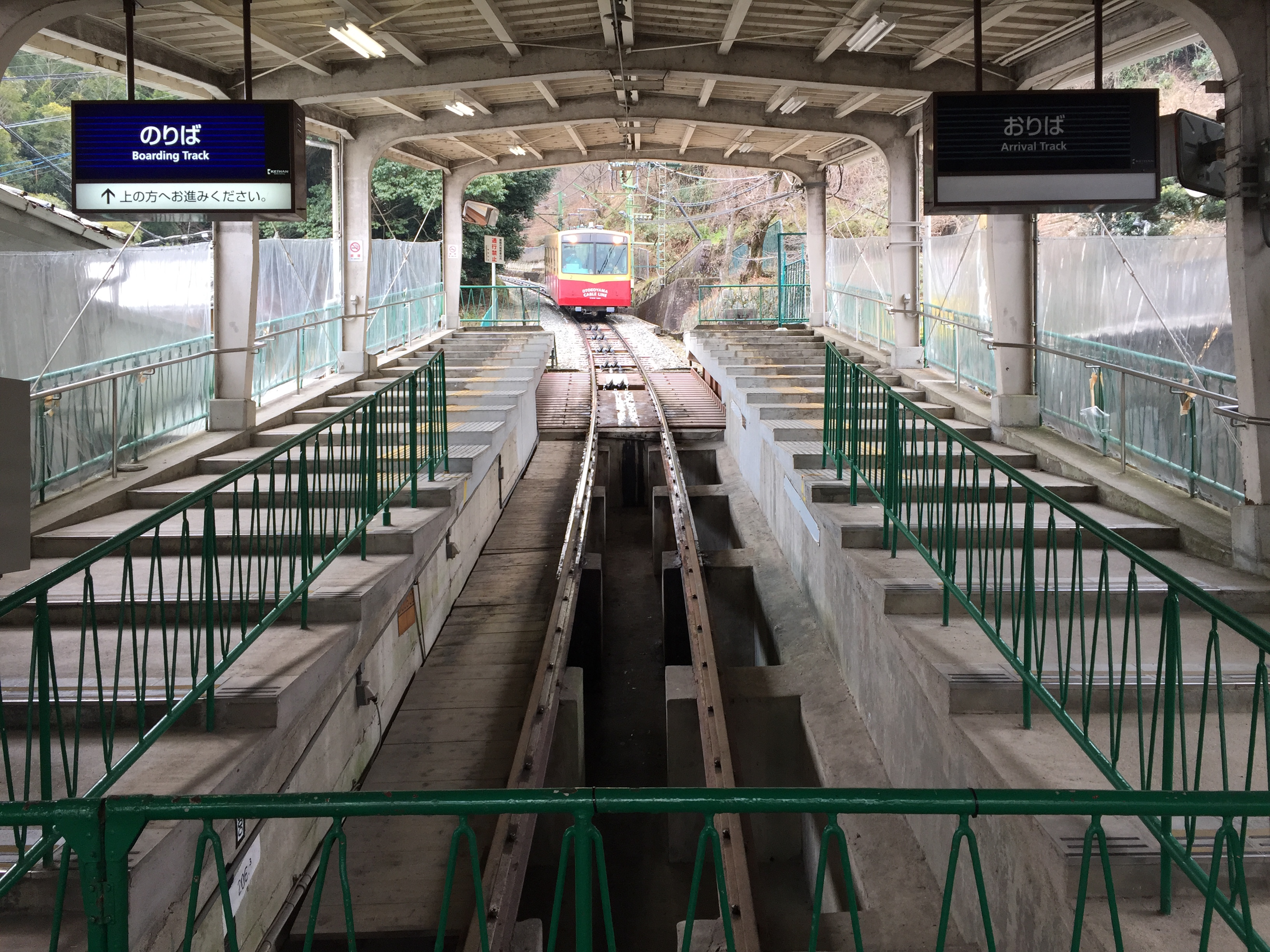
강삭선 플랫폼
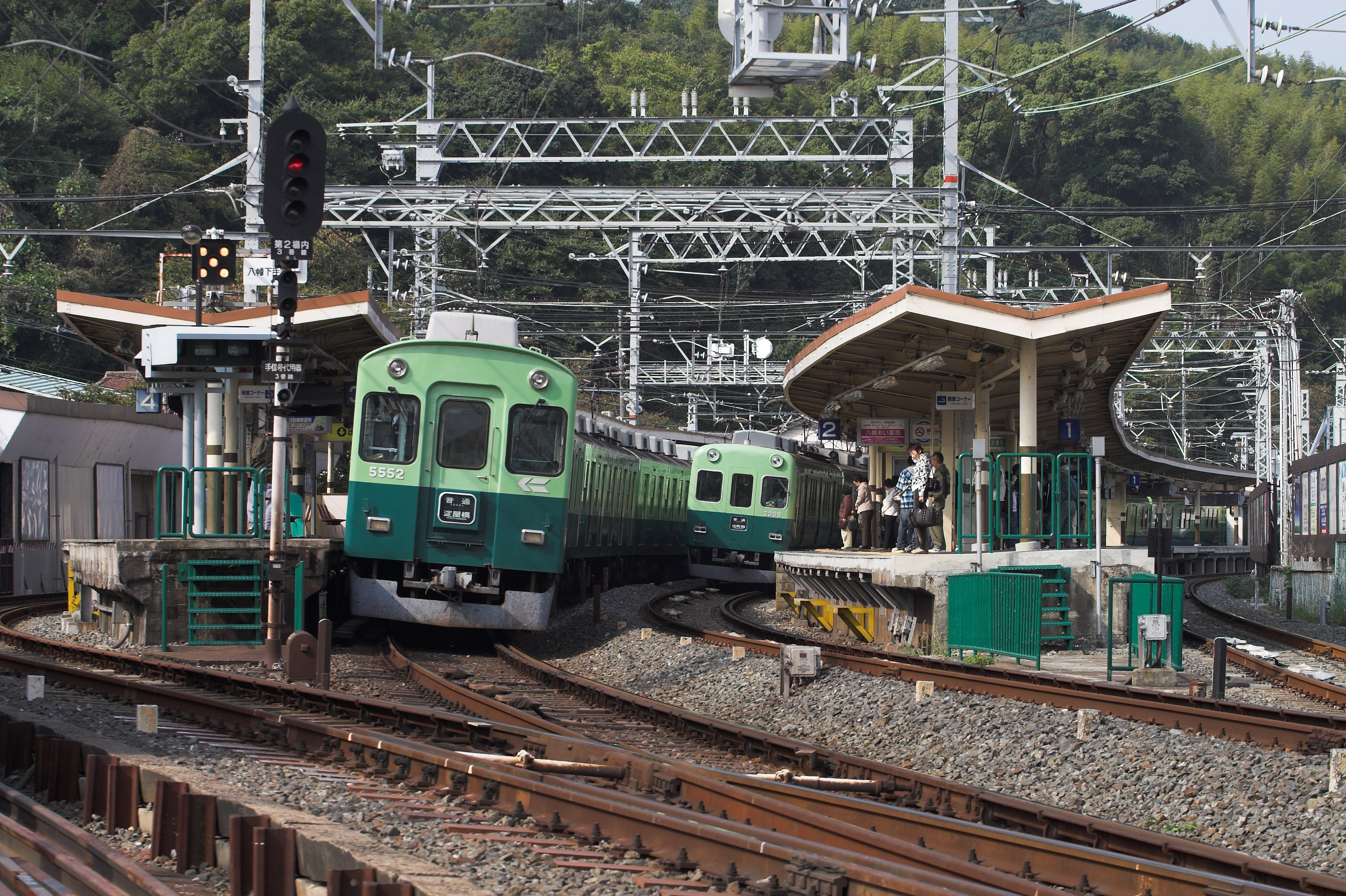
플랫폼 전경

## 인접역
| 게이한 전기철도 ■ 게이한 본선               | 게이한 전기철도 ■ 게이한 본선                  | 게이한 전기철도 ■ 게이한 본선                |
| ------------------------------------------- | ---------------------------------------------- | -------------------------------------------- |
| KH24 구즈하 요도야바시 방면                 | ■ 급행                                         | 주쇼지마 KH28 데마치야나기 방면              |
| KH24 구즈하 요도야바시 방면                 | ■ 급행 (요도 역 시종착 열차)                   | 요도 KH27 요도 방면                          |
| KH25 하시모토 요도야바시 방면               | ■ 통근 준특급 (평일 하행 운전) ■ 준특급 ■ 보통 | 요도 KH 27 데마치야나기 방면                 |
| 게이한 전기철도 ■ 강삭선(오토코야마 케이블) |                                                |                                              |
| 시·종착역                                   |                                                | 케이블 하치만구산조 케이블 하치만구산조 방면 |